# Astro TV (Nederland)
Astro TV was een commercieel en interactief televisieprogramma gebaseerd op toekomstvoorspellingen dat sinds 2006 dagelijks verscheen op de Nederlandse commerciële televisiezenders Net5 en SBS6. Eind 2019 werd het programma stopgezet. Astro TV ging overigens wel online, telefonisch en via de app verder. Hoewel het niet de reden was voor het stopzetten, bestonden er ernstige verdenkingen van oplichting tegen het programma.
De live-uitzendingen waren er anno 2013 elke ochtend om 11.00 uur op Net5 en van zondag- tot en met dinsdagnacht rond de klok van één uur op SBS6. Daarnaast waren er elke nacht opgenomen uitzendingen van Astro TV te zien op SBS6 en Net5.
Kijkers hadden in dit programma de mogelijkheid om tegen betaling via betaalde telefoonlijnen astrologische vragen over hun toekomst te stellen aan zelfverklaarde mediums, astrologen en andere specialisten. De uitgezonden 'voorspellingen' waren onveranderlijk positief.

## Methoden
Het programma maakte volgens eigen opgaven gebruik van tarotkaarten en andere middelen om zogenaamd de toekomst te voorspellen. Tot in 2013 is nooit afdoende bewezen dat er sprake was van oplichting of bedrog bij Astro TV.

## Achtergrond bedrijfsvoering
Het verdienmodel van Astro TV was gebaseerd op betaalde inbellijnen en betaald sms'en. Astro TV werd geproduceerd door Smart Media Services B.V. in samenwerking met SBS Interactive. Vóór Smart Media Services was dit Bytecontact. De bellijnen achter Astro TV werden geëxploiteerd door TotalTelecom, dat werd geleid door Karl Holtappels.
Screening van de media vond volgens opgave van Astro TV plaats door de stichting Enigma, die pretendeerde een keurmerk voor paragnosten en media te hebben. Echter werden de achterliggende criteria voor deze certificering niet inzichtelijk gemaakt.

### Betaalde telefoonlijnen
Het programma verdiende aan zijn betaalde telefoonlijnen en betaalde sms-diensten. Anno 2013 was het tarief voor het 0909-nummer van het programma € 0,80 per minuut, oftewel € 48 per uur, plus gsm-kosten van de operator. Bij de voorwaarden op het tv-scherm en op de site van Astro TV is het onduidelijk welke grenzen Astro TV hierbij hanteerde. Het bedrijf heeft op zijn site wel een klachtenmogelijkheid, maar daarbij staat geen protocol vermeld over de afhandeling van de klachten.

## TROS Radar
Op 1 september 2008 zond TROS Radar een reportage uit over de praktijken van astrotelevisie. Door meerdere infiltratie-acties werd duidelijk dat er bij RTL Astro praktisch geen inhoudelijke screening plaatsvond bij nieuwe media en dat veel bellers geld afhandig werd gemaakt door kunstmatig opgerekte wachttijden en gesprekken.

## SP
De SP heeft naar eigen zeggen honderden klachten binnengekregen over Astro TV. Deze ‘paranormale en astrologische' tv-shows op SBS zijn volgens de partij misleidend. SP-Kamerlid Jan de Wit stelde er vragen over aan minister van justitie Ernst Hirsch Ballin, die een onderzoek liet instellen. De Wit bood Hirsch Ballin in september 2008 een rapport 'Sterrenbeeld Melkkoe' aan. Daarin worden de belspelpraktijken van de Astro-programma’s aan de kaak gesteld. De Wit vroeg de minister toen al om het Openbaar Ministerie onderzoek te laten doen of er bij de Astro-programma's sprake is of was van strafbare feiten zoals oplichting en illegaal kansspel.

## Presentatoren
- Sonia Pereira (2006-2014)
- Carolien de Bree (2007-2011)
- Edward van Erp (2008-2009)
- Arlette Adriani (2006-2009)
- Judith Peereboom (2008-2009)
- Sanna Jonkhart (2008-2009)
- Hanneke Hoppenbrouwer (2008-2010)
- An de Wit (2010)
- Fleur van der Kieft (2011-2014)
- Danielle Nijhuis (sinds 2014)
- Harold Verwoert (sinds 2014)
- Mirjam van Mourik (sinds 2015)
- Franske Bloemberg (sinds 2017)
- Niels van der Post (sinds 2019)